# 学校と社会
『学校と社会：三つの講義』（The School and Society: Being Three Lectures、1899）は、ジョン・デューイが、最初に出版した教育に関する長編の著作である。それ自体が非常に影響力のある出版物であり、それはまた彼のその後の仕事の基礎を築くことになる。最初の出版物に含まれているいくつかの講義の中で、デューイは進歩主義教育のための心理的、社会的、政治的枠組みを提案している。特に、これには学校の仕事の中心的な要素としての共同の実践的な実験が含まれている。
彼は、進歩的なアプローチは産業革命の必然的な産物であり、子どもの心理学との自然な適合であると主張する。最後の章では、シカゴ大学附属実験小学校で行われた実験のいくつかについて詳しく説明する。
1915年版の記事は、『小学校の記録』に掲載されたデューイの作品の再版で彼の議論をより拡大した。

## 背景
教育の実験は19世紀に広く行われ、19世紀後半の実験の多くは、教室への「実践的な」(hands on)活動の導入も含まれた。ルイザ・パーソンズ・ホプキンスは、1890年のボストン・ニューイングランド・メカニックフェアでのスピーチで当時の精神をうまく表現している。

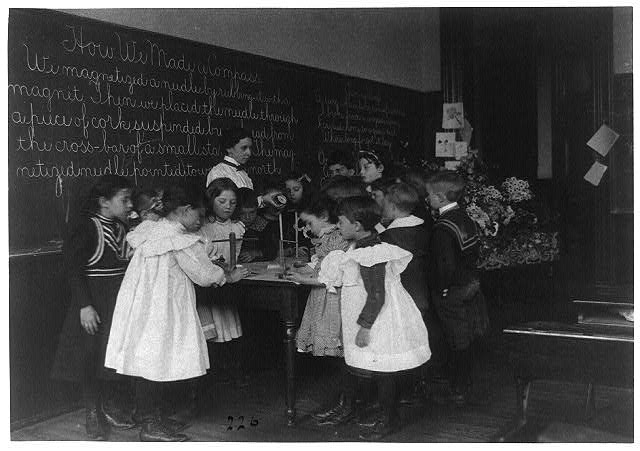
デューイが講義を行ったとき、体験学習に関する多くの実験がありました。ここで幼い子供たちは、1899年にワシントンDCの学校でコンパスを作ることによってコンパスがどのように機能するかを学びます。コンパスのしくみを学ぶワシントンDCの子供たち、1899.

学校と社会が出版されるかなり前に、教室での手動タスクの導入が進行中だったが、デューイの仕事は、教育における進歩的な実験のための首尾一貫した理論的基礎を築くのに役立った。
1899年版と1900年版の大部分を構成する3つの講義は、当初、実験学校を支援するための資金調達のため講義シリーズとして提供された。これらの講義から、デューイは学校のために350ドルを調達しました:362。
講義は、学校と社会の進歩との関係、2番目は学校と子供の心理学との関係、3番目はこれらを達成するための機関としての学校の組織とのパターンで進行した:77。

## あらすじ

### 学校と社会の進歩

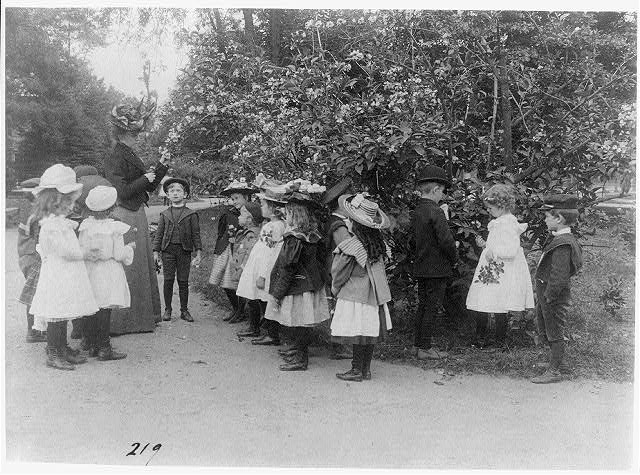
学生は、1899年にワシントンDCで行われた植物学のクラスに参加。フランシス・ベンジャミン・ジョンストン撮影。

最初の講義では、教育と社会の進歩の関係を調べる。デューイは、産業時代の到来とともに、多くの伝統的な教育プロセスが失われたと主張する。
産業以前の社会では、子どもたちは、仕事の手順と産業技術を一セットとして両親のもとで学んでいた。デューイは、そのような仕事は個性を構築し、独立性とイニシアチブを促進したが、「産業の集中と分業」は、子ども時代の家庭での有意義で実践的な学習機会の可能性を侵食したと説明する:21–26。
このような環境の中で、「社会の進化全体の一部」である「新教育」が必要となる。基本的に、教育は、孤立したアイデアを実装するのではなく、社会のより大きな変化に従う必要がある。そもそもそうした孤立したアイディアは、特定の課題に対処するために「教育者の過度に熱心な心」によって行われた「恣意的な発明」である。そのようなアイデアは、「最悪の一時的な流行で、せいぜい特定の詳細の単なる改善」につながるものである:20–21:32
家庭での学習機会がなくなったところで、現代の学校は今、ギャップを埋めるために適応しなければならない。学校は新しい「子どもの生息地」にならなければならない。そこでは、子どもは指示された生活を通して学ぶことになる。:32
そのような教育の重要な部分は「手仕事の訓練」であり、これには木工や金属加工、そして料理などの家事が含まれる:26–27。
デューイは、彼の実験学校で裁縫に従事している子どもたちの拡張された物語を語っていく。繊維の仕事をするために、彼らは綿と羊毛から原料を作らなければならない、しかし、そうすることで彼らは歴史、地理学、工学と科学の多くの教訓を学ぶことになる。デューイは物語を次のように締めくくる：
デューイは、理論と実践が分離されないことを嘆願し、ちゃんとした教育を受けた人々を育てたいのであれば、教育プロセスに「主な関心が行うことと作ることである人々にアピールする」活動を導入しなければならないと主張する:43。知識は「社会のあらゆる流れの中で」動いているので、私たちはすべての学生に到達する方法を見つけるしかないのである:40。

### 学校と子どもの生活
第2回目の講義では、学校教育と子どもの関係が考察の対象となる。ここでデューイは学生中心のカリキュラムを提案する。本物の学習は大切であり、子供たちの自然な利益、つまり他の人とコミュニケーションを取り、物を作り、物事について質問し、芸術的に表現したいという彼らの願望に集中しなければならない。
デューイは、教室の物理的な偏見から話を始める。学生の机は小さく、混み合っていて余地がない。彼らには本を置く余地、勉強する余地がありますが、作成する余地はない。教室は、働くためのスペースではなく、聞いたり読んだりする場所として設計されている。どちらも受動的に聞くことに特化されている。さらに、生徒は受動的に聞くだけでなく、「まとめて」聞く必要がある:48–49。
この「態度の受動性」と「子どもたちの機械的集団」:51は、「中世の学習概念」に根ざした厳格なカリキュラムと方法によるものである:41。カリキュラムの核心が一斉に聞くことであるとき、誰もが与えられた間隔で同じことでテストされることができる。このシステムの子どもは後付けである。教育は特定の方法で構成されており、子供はそれに屈する必要があるのだ:49–51。
デューイは、指示のために別の「重心」を提案する：それは、子ども自身である:51。デューイによれば、これは子どもたちが理想的な家庭環境で教育を受ける方法である。
子どもたちは自然に活動、会話、創造、探究に傾倒する。教育の本質は、その傾向を取り、それを社会の価値ある目的に向けることでなければならない。例として、彼は料理教室について説明する。これは、教師と生徒による一連の質問を通じて、最終的には有機化学のレッスンと、卵のタンパク質に対する熱の影響に関する実験につながっていく:51–57。
子どもたちの衝動が説明される。子どもたちは他の子どもとコミュニケーションを取りたいと思っている。彼らは物事の本質を知りたがっている。彼らは芸術的な表現を楽しみ、物を作るのが好きである:59–61。
実験学校からの他の多くの活動を説明した後、彼は伝統主義者がこれらのアプローチで持っている最大の「つまずき」と見なすものに到達する。だが、そのあと次のような質問が出てくる。「そうなれば、子どもたちはどのようにして必要な知識を習得するのか、いかにして必要な訓練を受けるのか?:69–70」
その質問に対するデューイの短い答えは、「必要な情報」と「必要な訓練」はそのような状況で生じるということである。それ自体のための調査と教育の要件は対立はしないのだ:70。
デューイのより長い答え（そして講義に対する彼の結論）は、私たちが子どもの想像力をひとつの特殊な方面として考えるのは間違っているということである。想像力と学習は相反するものではない。「教養が表面的な装飾でなく、普通の木材にマホガニーのベニヤ板を貼り付けたものでない限り、教養とは想像力が、柔軟性、範囲、そして共感において成長して、個人の生活が自然の生活と社会の生活によって浸透されるに至るような、そういう想像力の成長のことを言うのである。」:73

### 教育における浪費
3回目の講義では、デューイは「教育の浪費」の問題をやや珍しい方法で取り上げる。デューイにとって、教育における主な浪費は、学校側の努力と子どもたち側の時間と労力の浪費である。この浪費は、デューイが主張するように、孤立の結果である。
:78

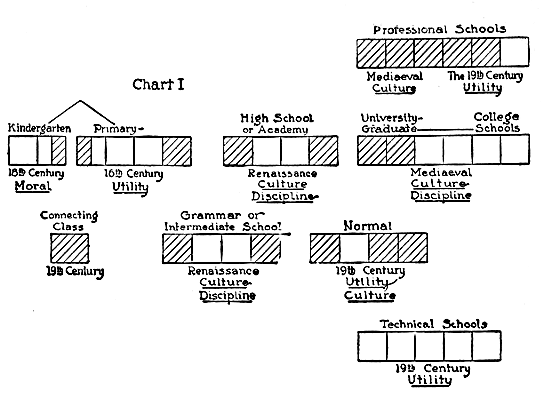
歴史における教育の発展に関するデューイのチャート。学校と社会から、1900年

デューイが最初に調査する孤立は、子どもの学校でのキャリアの各段階間のつながりの欠如である。幼稚園は、彼によれば、フレーベルが19世紀初頭の理想主義的なシェリングの非常にロマンチックな象徴的な哲学と子どもたちの遊びの観察を統合したことから生まれたものである。
その後、生徒を幼稚園から小学校に移すことが難しくなる。小学校は、16世紀の実際的な関心事である読書と商業のための数学を中心に編成されている。小学校から中学校までは別のギャップがあり、中学校はルネッサンスのグラマースクールの影響を受けており、当時はラテン語とギリシャ語だったが、19世紀には他の文化もあった。中学校と高校の間には別のギャップがある。これは主に、専門的な研究と文化の拡大に関する中世のニーズを満たすために開発された大学への入学準備学校である:78–86。

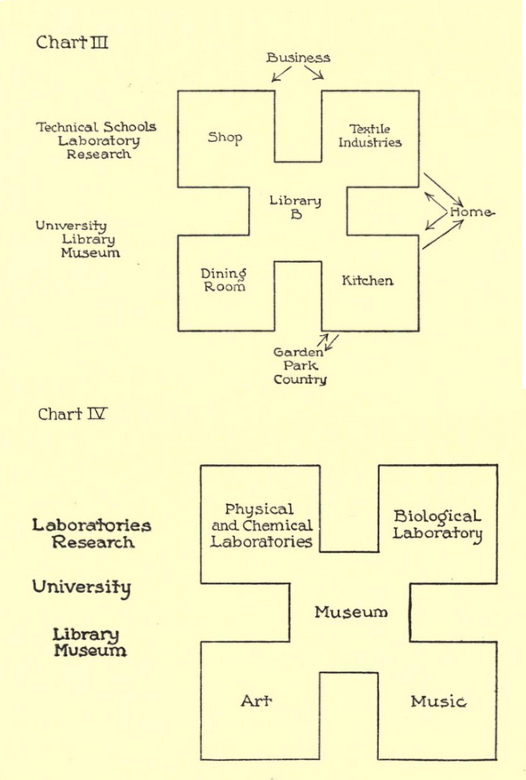
統一された学校のためのデューイの概念設計

デューイは、これらの学校が時間とともに進化してきたことを注意深く強調しているが、シーケンスのパッチワークの性質は残っていると彼は述べている。デューイによれば、解決策は、シーケンスのすべての部分を学校の外の世界に接続することによってシーケンスを統合することである。
デューイは、カリキュラムを統一する唯一の方法は、教室の外の世界とのつながりを増やすことであると主張する。家庭と産業が世界の研究所や研究センターから分離されていないのと同じように、外の世界からインスピレーションを得たカリキュラムも統一することができる。
これを説明するために、彼はこれらの関係の原則に基づいて設計された校舎の詳細な説明を提供する。1階の四隅は、作業、機械工場、繊維産業、食堂、台所を表している。これらは中央図書館の周りに並べられており、これらの活動の意味は活動そのものではなく、これらの活動が説明するのに役立つ「実践的活動の理論」であることを常に示している。これらの活動は、個人にとって家庭や商業の分野で意味があるが、センターの集合的な知識から社会的意味を獲得する。
2階も同様だが、より学術的な焦点が当てられている。中央美術館の周りに並んでいる美術室と音楽質、そしてさまざまな図書館は、互いに関連しているだけでなく、1階の実用的な追求にも関連している。たとえば、1階の繊維のニーズは、2階の生物学的研究に関連している。
学校全体を生活全体に関連付けることにより、教育の段階のさまざまな目的、つまり小学校の有用性と高校の文化や専門的研究の違いは、さまざまな方向に進むことをやめる。「社会的能力と奉仕、人生とのより大きくより活力のある結合」における子どもの成長は、統一の目標となり、学問分野を通じた進歩は、その成長の単なる段階に過ぎない。

## 追加の章
1899年版と1900年版には、実験学校の活動に関する第4章が含まれていたが、1915年版には、『学校と社会』の発表の頃に教育記録に掲載された多くの記事が含まれていた。

### シカゴ大学附属小学校の３年間
シカゴ大学の実験学校の費用と構造に関する短いレポート。元々は、1899年2月に学校の父母会でデューイが行った講演の写しである.:113。この中でデューイは、学年の編成に対する学校の費用から始めて様々な話題に言及している。
特に注目すべきは、学校は既存のアイデアをテストするために設立されたのではないとデューイが主張していることである。
次に、彼らが取り組むために設定したいくつかの質問について詳しく説明する。主に、学問的および象徴的な分野を子どもに伝える方法と、子どもたちの家庭やコミュニティの生活に関連させる方法について説明する。:112–115  3年後、学校はまだ進行中の作業であると彼は主張するが、「私たちの最初の質問のいくつかは肯定的な答えを確認した。」

### 初等教育の心理学
デューイは、心理学の理解の変化が教育実践を変える方法を説明する。彼は、教育実践に影響を与えるはずの心理学で見た変化のいくつかを概説していく。
新しい心理学は、心象表現を社会的に構築されたものと見なしている。
新しい心理学では、認知は活動指向であると見なされる。
新しい心理学では、子供の心は大人の心とは異なると見なされている。
次にデューイは、カリキュラムがこれらの新しい理解に沿ったさまざまな方法を詳しく説明し、場合によってはそれらを先取りする。

### フレーベルの教育原理
デューイはフレーベルの教育原則を概説し、実験学校がフレーベルのアプローチと共通する箇所を指摘するを説明するだけでなく、それらが食い違うフレーベルのアプローチを批判する。

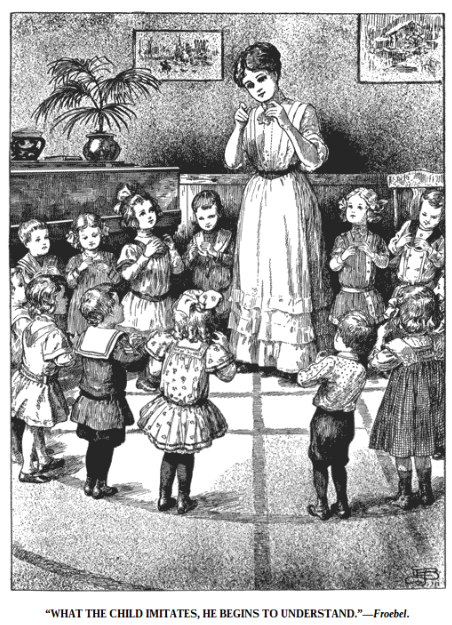
フレーベルが好む模倣と抽象化の方法の1つである「指遊び」での教師を率いる子どもたちの絵。

彼の最初の批評はフレーベルではなく、システムとしてフレーベルに従う人々の批判である。
デューイにとって、教師は熟練した専門家であり、指導を設計する際には常に子どもの詳細と環境に目を向ける必要がある。お決まりのやり方数式では不十分なのである。
彼の2番目の批評は、フレーベルの象徴性の使用である。フレーベルは科学的な心理学なしで活動していたため、そして幼稚園の文化を周囲の社会の厳格な文化から切り離すために必要な時代のドイツ文化の性質のために、指導原則としての象徴主義へのこの過度の依存が生じたとデューイは言う。デューイにとって、この象徴主義の強調は、フレーベルの方法の抽象化と速すぎる多様性に苦しんでいる子どもの本当の想像力を誤解しているという。
最後の批評は動機づけについてである。。デューイは、模倣は教育における強力なツールであるが、それが子どもの学習の唯一の動機になることはできないと主張する。子どもは、何かを学ぶためには、活動の理由と方法についての概念を持っていなければならない。彼は、子どものためのより生産的で教育学的に一貫した道のために、幼稚園と小学校の方法論の間のギャップを埋めることを嘆願して結論をとする。

### 初等教育における歴史の目的
もともとは「小学校の記録」第8号に掲載されたもので、「科学史家にとって歴史が何であれ、教育者にとっては間接社会学でなければならない」と主張する。歴史の「原動力」を理解することによって、子どもは自分の時代の力と組織を理解するようになる。
デューイはまた、当時の実験学校で使用されていた方法について詳しく説明する。この方法の鍵は、学生に「時代に生きる」ことを可能にし、当時の人々が直面した課題を理解し、解決策を見つけるよう努めることだという。彼らは自分たちの解決策を過去の解決策と比較するとき、過去を現在の問題解決のモデルとして理解する。一次資料には特権があり、教科書は迂回路である。とりわけ、歴史は「社会的探究」(当時はまだ社会科という教科は存在しなかった)の道具である。

## 受容
1900年版は好意的に受け入れられ、広く翻訳され、出版された。この本はほぼ即座に人気と影響力を持ち、最初の1年以内に3回印刷され、その間に7,500部が印刷された:6。

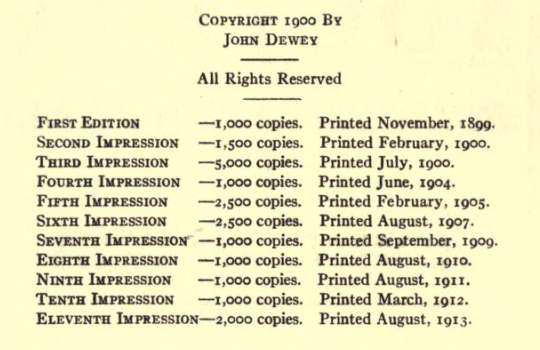
1900年版後期印象の著作権ページからの後付と履歴.

1915年版の時までに、「小学校の記録」は次のように述べている。

## 国際的な影響
『学校と社会』は1900年に、米国とほぼ即座に英国でも出版された。その後、世界的な影響が広がった。この本は、世界中の進歩主義教育の支持者によって読まれた。
この作品は、第一次世界大戦に至るまでの数年間に、スイスのジュネーブで進歩的な新教育を形作るのを手伝ったエドゥアール・クラパレードによって引用された。1920年までに、デューイと『学校と社会』はクラパレードによって「子どもの発達の権威」と見なされた:67–68。
ドイツでは、「学校と社会の進歩」の最初の章は、1903年に雑誌に掲載された:88 。
著作完本のドイツ語訳は、1905年に刊行された:88 。
しかし、 、デューイの作品は、「相互作用と協力、したがって民主主義に基づいて構築された」として、君主制で権威主義のドイツ帝国のエリートたちには不信感を抱かれた:71。『学校と社会』からのいくつかのアイデアは、君主制の教育改革者にも受け入れられたが、これらの改革者は単に「君主制に奉仕するために労働者階級の才能の蓄え」を利用しようと、根本的な民主主義の理想をすべて取り除いた:83–91。
この著作は、ロシア語にも翻訳され、パーヴェル・ブロンスキー、若きレフ・ヴィゴツキーに影響を与えたと見られる。
『学校と社会』で概説されたデューイの考えは、初期のソビエト・カリキュラムの立案者に訴えるものがあったが、1920年代の後半まで学校を政治的目標に従属するものと見なしていたソビエトのイデオロギーと相容れないとして批判された。
その本が最初にどの言語に翻訳されたかについては、いくつかの意見の相違がある。トーマス・S・ポプケヴィッツは最初の翻訳は1904年にチェコ語だったといい、ボノスコは、ドミンゴ・バーンズ・サリナスによるスペイン語版が1900年にはラテンアメリカででているという。
ヒックマンも、バーンズが、最初のスペイン語版を出したと主張するが、それは 1915のに日付である。更に日本は1901年に最初の翻訳が出ているという。
全体として、この本は十数の言語に翻訳されている。

## 邦訳
- 上野陽一訳, 富永岩太郎校『学校ト社会』松村三松堂、1901年
- 宮原誠一訳『学校と社会』春秋社、1952年、岩波文庫、1957年

## External links
- The School and Society by John Dewey - Project Gutenberg
- Full text of "The school and society; being three lectures, supplemented by a statement of the University Elementary School" - Internet Archive